# Gbely
Gbely (allemand : Egbell ,hongrois : Egbell) est une ville de Slovaquie située dans la région de Trnava. Elle est située dans la région historique de Záhorie.

## Histoire
Première mention écrite de la ville en 1392.

## Démographie

### Évolution de la population
| Année:               | 1994. | 2004.   | 2014.   | 2024.   |
| -------------------- | ----- | ------- | ------- | ------- |
| Nombre de personnes: | 5275  | 5119    | 5183    | 4837    |
| Différence:          |       | -2,95 % | +1,25 % | -6,67 % |

| Année:               | 2023. | 2024.   |
| -------------------- | ----- | ------- |
| Nombre de personnes: | 4864  | 4837    |
| Différence:          |       | -0,55 % |

## Quartiers
- Gbely
- Cunín

## Villes jumelées
- Židlochovice (Tchéquie)
- Deutsch-Wagram (Autriche)